# 弗洛尔·鲁伊斯
弗洛尔·丹妮斯·鲁伊斯·乌尔塔多（西班牙語：Flor Denis Ruiz Hurtado，1991年1月29日—），哥伦比亚女子田径运动员，2014年南美运动会女子标枪金牌得主、2022年南美运动会女子标枪金牌得主、2023年世界田径锦标赛女子标枪银牌得主。